# Android Studio
Android Studio — интегрированная среда разработки (IDE) для работы с платформой Android, анонсированная 16 мая 2013 года на конференции Google I/O. В последней версии Android Studio поддерживается Android 4.1 и выше.
Данная IDE находилась в свободном доступе начиная с версии 0.1, опубликованной в мае 2013, а затем перешла в стадию бета-тестирования, начиная с версии 0.8, которая была выпущена в июне 2014 года. Первая стабильная версия 1.0 была выпущена в декабре 2014 года, тогда же прекратилась поддержка плагина Android Development Tools (ADT) для Eclipse.
Android Studio, основанная на программном обеспечении IntelliJ IDEA от компании JetBrains, — официальное средство разработки Android приложений. Данная среда разработки доступна для Windows, macOS и GNU/Linux. 17 мая 2017, на ежегодной конференции Google I/O, Google анонсировал поддержку языка Kotlin, используемого в Android Studio, как официального языка программирования для платформы Android в дополнение к Java и C++.

## Особенности
Встроенный ProGuard и утилита для подписывания приложений. Шаблоны основных макетов и компонентов Android. Поддержка разработки приложений для Android Wear и Android TV. Встроенная поддержка Google Cloud Platform, которая включает в себя интеграцию с сервисами Google Cloud Messaging и App Engine.

### Ограничения
Отсутствует возможность полностью отключить автосохранение файлов. Это принципиальная безальтернативная позиция разработчиков. Они считают, что такой подход более эффективен, чем тот, который кому-то удобен или привычен. С определённой точки зрения, благодаря этому, возможно, были вовремя сохранены и не потерялись определённые наработки в файлах у некоторых пользователей, что обеспечивает большее удобство и комфорт при продолжении разработки.

### Возможности
Новые функции появляются с каждой новой версией Android Studio. На данный момент доступны следующие функции:
- Расширенный редактор макетов: WYSIWYG, способность работать с UI-компонентами при помощи Drag-and-Drop, функция предпросмотра макета на нескольких конфигурациях экрана.
- Сборка приложений, основанная на Gradle.
- Различные виды сборок и генерация нескольких .apk-файлов.
- Рефакторинг кода
- Статический анализатор кода (Lint), позволяющий находить проблемы производительности, несовместимости версий и другое.
- Встроенный ProGuard и утилита для подписывания приложений.
- Шаблоны основных макетов и компонентов Android.
- Поддержка разработки приложений для Android Wear и Android TV[7].
- Встроенная поддержка Google Cloud Platform, которая включает в себя интеграцию с сервисами Google Cloud Messaging и App Engine.
- Android Studio 2.1 поддерживает Android N Preview SDK, а это значит, что разработчики смогут начать работу по созданию приложения для новой программной платформы.
- Новая версия Android Studio 2.1 способна работать с обновленным компилятором Jack, а также получила улучшенную поддержку Java 8 и усовершенствованную функцию Instant Run[8].
- Начиная с Platform-tools 23.1.0 для Linux — исключительно 64-разрядная.[9]
- В Android Studio 3.0 по стандарту включены инструменты языка Kotlin, основанные на JetBrains IDE[10].

## Системные требования[4]
|                          | Windows | OS X | Linux |
| ------------------------ | --- | --- | --- |
| Версия ОС                | Microsoft Windows 11/10/8/7/Vista (64-bit)                                                                   | Apple macOS 10.8.5 или выше, до 10.13 (High Sierra)/ 10.14 (Mojave)                                          | GNOME или KDE                                                                                                |
| Процессор                | x86-64 Intel с поддержкой VT-x, или AMD с поддержкой AMD-V, или ARM (для Apple)                              | x86-64 Intel с поддержкой VT-x, или AMD с поддержкой AMD-V, или ARM (для Apple)                              | x86-64 Intel с поддержкой VT-x, или AMD с поддержкой AMD-V, или ARM (для Apple)                              |
| Оперативная память       | 8 ГБ (минимум), 16 ГБ (рекомендуется)                                                                        | 8 ГБ (минимум), 16 ГБ (рекомендуется)                                                                        | 8 ГБ (минимум), 16 ГБ (рекомендуется)                                                                        |
| Свободное место на диске | 8 ГБ минимум (2,5 ГБ для IDE + 5.5 ГБ для Android SDK и образа системы эмулятора), 32 ГБ SSD (рекомендуется) | 8 ГБ минимум (2,5 ГБ для IDE + 5.5 ГБ для Android SDK и образа системы эмулятора), 32 ГБ SSD (рекомендуется) | 8 ГБ минимум (2,5 ГБ для IDE + 5.5 ГБ для Android SDK и образа системы эмулятора), 32 ГБ SSD (рекомендуется) |
| Версия JDK               | Java Development Kit 8                                                                                       | Java Development Kit 8                                                                                       | Java Development Kit 8                                                                                       |
| Разрешение экрана        | 1280 x 800 (минимум)                                                                                         | 1280 x 800 (минимум)                                                                                         | 1280 x 800 (минимум)                                                                                         |
| Дополнительно            | — | Java Runtime Environment (JRE) 6                                                                             | GNU C Library (glibc) 2.31 или выше                                                                          |